# ماساهيرو ياماموتو (لاعب كرة قاعدة)
ماساهيرو ياماموتو (باليابانية: 山本昌؛ بالكانا: やまもと まさひろ) هو لاعب كرة قاعدة ياباني، ولد في 11 أغسطس 1965 في تشيغاساكي في اليابان.

## وصلات خارجية
- ماساهيرو ياماموتو على موقع الدوري الياباني لكرة القاعدة (الإنجليزية)
- ماساهيرو ياماموتو على موقعبيزبول رفرنس.كوم (الدوري الثانوي) (الإنجليزية)